# Meșteri cojocari
Meșteri cojocari este un film românesc din 1976 regizat de Paula Popescu-Doreanu.